# 新台门蒙古族镇
新台门蒙古族镇，是中华人民共和国辽宁省葫芦岛市连山区下辖的一个乡镇级行政单位。

## 行政区划
新台门蒙古族镇下辖以下地区：
新台门村、哑鹿沟村、跃渔汀村、杨树子村、望宝山村、汉沟村、佟屯村、砖瓦房村、何屯村、涂屯村、简屯村、香炉山村、大平台子村、半拉山子村和鲍屯村。